# 深圳國際
深圳國際控股有限公司（港交所：152），簡稱深圳國際、深国际，是一家于香港交易所上市、主要從事收費公路業務的投資控股公司。

## 公司資料
公司在百慕大注册，主席為李海濤，董事總經理為劉征宇。
深圳國際是以香港茂昌眼鏡或新創見換取上市，前稱為深建國際集團。 深圳市人民政府国有资产监督管理委员会通过深圳市投资控股有限公司间接持有约45.1%权益。公司是深圳市人民政府国有资产监督管理委员会直管企业中唯一境外整体上市公司。

## 董事會
執行董事
- 李海濤（主席）
- 劉征宇（總裁）
- 王沛航
- 戴敬明

非執行董事
- 胡 偉
- 周治偉

獨立非執行董事
- 鄭大昭
- 潘朝金
- 曾 志

## 業務
2014年2月25日，深圳國際與申通快遞簽訂長期戰略合作協議，共同拓展電子商務物流。
- 收費公路 - 深圳高速公路股份有限公司 (50.9%股權)
- 物流園 - 深圳市深國際華南物流有限公司、深圳市深國際西部物流有限公司
- 物流服務 - 深國際全程物流(深圳)有限公司
- 港口 - 南京西壩碼頭 (70%股權)
- 城市綜合物流港 - 深國際•城市綜合物流港
- 深圳航空 (49%股權)

### 深國際•城市綜合物流港
| 簽訂協議日期   | 城市     | 項目                        | 備註             |
| -------------- | -------- | --------------------------- | ---------------- |
| 2012年12月11日 | 瀋陽市   | 深國際•瀋陽現代綜合物流港   | 2015年底投入營運 |
| 2013年10月8日  | 天津市   | 深國際•天津現代綜合物流港   | 規劃中           |
| 2013年11月26日 | 無錫市   | 深國際•無錫現代綜合物流港   | 規劃中           |
| 2013年12月19日 | 武漢市   | 深國際•武漢綜合物流港       | 規劃中           |
| 2014年2月17日  | 石家莊市 | 深國際•石家莊現代綜合物流港 | 規劃中           |
| 2014年10月14日 | 長沙市   | 深國際•長沙現代綜合物流港   | 規劃中           |

## 子公司
2011年5月，深圳國際旗下公司全程物流以7.89億元人民幣收購深圳航空25%股權。收購完成後，全程物流將持有深圳航空49%股權。

## 連結
- 深圳國際控股有限公司 （页面存档备份，存于）